# Maurice Donnay
Charles Maurice Donnay (ur. 12 października 1859 w Paryżu, zm. 31 marca 1945) – francuski autor piosenek i dramaturg związany z kabaretem Le Chat Noir.

## Życie i twórczość
W 1882 roku rozpoczął studia techniczne w École centrale des arts et manufactures. Wkrótce jednak, wraz z Alphonse'em Allais, zaczął pisać piosenki na scenę słynnego paryskiego kabaretu Le Chat Noir.
W 1891 roku w Le Chat Noir wystawiony został pierwszy dramat Maurice’a Donnay: seria scen greckich pod tytułem Phryné. Rok później Grand Théâtre wystawił czteroaktową komedię Lysistrata. Wielkim sukcesem dramaturga była sztuka Amants (1895), którą krytyk Jules Lemaître porównał do słynnej Bereniki Racine’a.
14 kwietnia 1907 roku Donnay nominowany został na 25. fotel Akademii Francuskiej na miejsce Alberta Sorela.
Jedna z komedii francuskiego pisarza, Polowanie na mężczyznę, została przełożona przez Tadeusza Boya-Żeleńskiego i opublikowana w rękopisie przez Dolnośląską Bibliotekę Cyfrową.